# هيا الشريف
هيا محمد الشريف كاتبة وشاعرة سعودية من مواليد مكة المكرمة، هاوية للتصوير الفوتوغرافي
مختصة بعلم النفس تحمل شهادة الدكتوراة بتخصص الإرشاد النفسي، ودرجة الماجستير بالموهبة والإبداع، سبق وعملت بالصحافة، لها تواجد فعّال على الساحة الثقافية المحلية والعربية ومثّلت المملكة العربية السعودية بحضور ندوة ثقافية بتونس .

## وصلات
- http://www.hayahere.com